# Византијско право
Византијско право је у суштини наставак римског права са појачаним хришћанским утицајем. Заснива се на римском праву и канонском праву Православне цркве. Већина извора дефинише византијско право као римску правну традицију која почиње након владавине Јустинијана I у 6. веку и завршава падом Цариграда у 15. веку.
Премда су, током и након европске ренесансе, западне правне праксе биле под јаким утицајем Јустинијановог кодекса (Corpus iuris civilis) и римског права током класичних времена, не може се заменарити ни утицај који је византијско право оставило на западне традиције током средњег века и после њега.
Најзначајније дело византијског права била је Еклога, коју је издао Лав III, први велики римско-византијски правни кодекс издат на грчком, а не на латинском језику. Настала је убрзо након што је успостављен Земљораднички закон који регулише правне стандарде ван градова. Док је Еклога била утицајна широм Средоземља (и Европе) због значаја Константинопоља као трговачког центра, Земљораднички закон имао је пресудни утицај на слoвенске правне традиције, укључујући и оне у Русији.
Византија је од Рима наследила главне политичке, културне и друштвене институције. Слично томе, римско право представљало је основу византијског правног система. Много векова две велике кодификације римског права које су спровели Теодосије II и Јустинијан били су окосница византијског законодавства. Наравно, временом ове римске кодификације прилагођаване су тренутним околностима, а затим и замењиване новим кодификацијама, написаним на грчком језику. Међутим, утицај римског права је и даље постојао и очигледан је у кодификацијама, попут Василике, која је била заснована на Corpus iuris civilis. У 11. веку Мајкл Пселос (Michael Psellos) се поноси тиме што је био упознат са римском правном заоставштином ("Ιταλων σοφια").
У складу са касном римском правном традицијом, главни извор права (fons legum) у Византији остао је акт царева. Каснији цареви су покренули неке велике кодификације римског закона, али су такође издали сопствене „нове законе“, новеле („Novellae“, „Νεαραι“). У рано византијско (позно римско) доба законодавни интерес царева се појачао, а закони су сада регулисали главне аспекте јавног, приватног, економског и друштвеног живота. На пример, Константин I је први регулисао развод, а Теодосије I се умешао у питања која се тичу вере, намећући специфичну верзију Вере (Creed) Од Диоклецијана до Теодосија I, наиме, током отприлике 100 година донесено је више од 2000 закона. Јустинијан је самостално донео око 600 закона. Постепено законодавни ентузијазам се повлачио, али још увек су неки закони каснијих царева, попут новела Лава VI Мудрог, од посебног значаја.
Обичај је и даље, као секундарни извор права, имао ограничену улогу, али писано законодавство је имало предност. Дуго након пада Цариграда Грци су користили византијско обичајно право живећи у саставу Османског царства.

## Рановизантијски период
За развој раног византијског, односно позноримског права од великог значаја биле су конституције(појединачни закони). Њих су доносили императори након Константина (leges). Од великог значаја је и примена класичног римског права (ius) кроз тумачења посткласичних правника, као и зборници конституција као Codex Gregorianus, Hermogenianus; Codex Theodosianus, Fragmenta Vaticana (ius&leges)...
Не постоји тачно утврђен датум када почиње такозвани византијски период римске историје. Током 4., 5. и 6. века Царство је било подељено и административно се ујединивало више пута. Али управо у том периоду је Цариград први пут успостављен и Исток је административно стекао свој идентитет; стога се, баш тај период, често сматра раним византијским периодом. Упркос томе, правни развој током овог периода обично се сматра делом римског права, за разлику од византијског закона, делом и зато што су правни документи у том периоду још увек били писани на латинском. Међутим, ови догађаји били су кључни кораци у формирању византијског закона.

### Теодосијев законик
Највеће дело правне кодификације пре Јустинијановог законодавства јесте Теодосијев законик (лат. Codex Theodosianus). Codex Theodosianus је сачињен од закона насталих у Римском царству за време владавине хришћанских царева од 312. године. Обухвата царске законе издате од владавине Константина Великог, тј. од доношења Миланског едикта па до владавине Теодосија II.
Император Теодосије II саставио је комисију, 26. марта 429. године, заједно са својим сувладаром Валентином III. Кодекс је објављен 15. фебруара 438. године, а на снагу је ступио, у Источном и Западном делу царста, 1. јануара 439. године. Теодосијев законик представља прву званичну збирку царских законика, чини га 16 књига. Оригинални текст кодекса налази се и у Lex Romana Visigothorum, објављеном 2. фебруара 506. године.
Теодосијев законик представља најопсежнију збирку закона још од римских Закона дванаест таблица. Након пада Западног римског царства, одредбе Теодосијевог законика ушле су у законодавство новонасталих варварских држава. На истоку је Теодосијев законик замењен Јустинијановим.

### Јустинијанова кодификација
Највеће и најдуготрајније дело Јустинијанове владавине нису његова освајања на западу већ опсежна кодификација византијског права.
Убрзо након доласка на власт, 527. године, Јустинијан је именовао комисију за прикупљање и кодификацију постојећег римског закона. Друга комисија, на челу са правником Трибонианом, именована је 530. године да одабере материју трајне вредности из дела поротника, да је измени и уреди у 50 књига. Полазећи од Теодосијевог кодекса као и од старијих приватних збирки (Грегоријанов и Хермогенијанов кодекс), комисија правника на челу са Трибонијаном израдила је збирку важећих царских закона од Хадријана до Јустинијана.
Прва Јустинијанова збирка закона издата је 529. године, да би 534. године била издата допуњена збирка. Још већи подухват представља израда "Дигести" или "Пандекти" (533) која представља збирку списа класичних римских правника. Јустинијанове "Институције" представљају извод из оба главна дела. Институције служе као приручник за правне студије. Последњи део Јустинијановог Corpus iuris civilis, јесу "Новеле" које представљају збирку нових наредби објављених након доношења публикације Кодекса.
Иако је право какво се практиковало у Риму прерасло у врста судске праксе, то није био "римски закон" познат средњовековном или модерном свету. Сматра се да се римско право заснива на апстрактним принципима правде која су преточена у законе и правила путем законодавних овлашћења цара или римског народа. Ове идеје преносе се у средњи век кроз велику кодификацију римског права, коју је током целог царства спровео Јустинијан. Corpus Iuris Civilis издат је на латинском језику у три дела: Институције, Дигесте и Кодекс. Био је то последњи велики правни документ написан на латинском језику.
Најраспрострањенији правни систем на свету, грађанско право, заснован је на корпусу (на пример, у већини земаља Европе, Азије, Јужне Америке и Африке, као и мешовитим јурисдикцијама Јужне Африке, Шкотске, Квебека, Филипина и Луизијане).
Иако је Јустинијан забранио да се његов кодекс уопште и мења нити да се коментарише, убрзо након његовог објављивања, он је сам почео да одступа од садржине класичног права садржаног у претходним кодексима. Та одступања чинио је путем доношења нових прописа- Novelae. За разлику од кодекса оне су писане на грчком језику.

### Номоканони[3]
После Јустинијана византијско право је наставило да се развија превасходно кроз законодавну активност царева. Управо из тог разлога основни извори права били су: закони (nomoi) и конституције (novellae, одн. према византијско-грчкој терминологији neare) Доношењем многобројних новела, римско право постепено је модификовано. Уз то, постају значајни и тзв. номоканони, који комбинују световне и црквене прописе. Најзначајнији међу византијским номоканонима настали су у другој половини IX века.
Први је Фотијев номоканон, настао је захваљујући делатности цариградског патријарха Фотија. Фотијев номокакон у својој основи имао је Номоканон у 14 наслова, пореклом још из дванаестог века (садржао је правила усвојена на прва 4 Васељенска сабора, правила светих апостола и друге изворе) . Фотијев номоканон потиснуо је из употребе све друге номоканоне. Напокон, у десетом веку, постаје званичан и обавезан за православне цркве, у основи све до данас. На њега се ослања и Номоканон Св. Саве иу 1219. године, састављен на српском језику, уз чврст ослонац на Прохирон.
Други је Методијев номоканон, први словенски превод номоканона. У њему су сакупљени прописи превасходно намењени словенском живљу, које су тада овај мисионар и његови следбеници преводили у хришћанство широм Европе.

### Повеље[4]
Међу важне византијске изворе права убрајају се и повеље (христовуље). Оне почињу да се издају од деветог века.У својој основи, оне представљају партикуларни извор права, собзиром да су се односиле на појединачне случајеве. Постојао је велики број христовуља и управо због тога се не може порећи огроман значај који су оне оставиле у развоју и разумевању византијског права као целине.

## Средњовизантијски период
Након Јустинијанове владавине, Царство је ушло у период убрзаног пропадања, које су делимично омогућила арапска освајања, додатно ослабљујући Царство. Знање латинског језика, које је било у опадању од пропасти Запада, практично је нестало, чинећи многе старе законске кодексе готово неприступачним. Новонастале околности допринеле су драматичном слабљењу правних стандарда у Царству и знатном паду стандарда правне науке. Правна пракса постала је много прагматичнија и, како је знање латинског језика у царству нестајало, употреба Јустинијановог кодекса замењена је употребом сажетих дела, коментара и нових компилација писаних на грчком језику.

### Земљораднички закон (Nomos georgikos)[5]
С изузетком неколико градова, посебно Цариграда, где су се развиле и друге врсте урбаних економских активности, византијско је друштво остало у сржи пољопривредно. Важан извор закона, који на карактеристичан начин одражава унутрашњи живот византијских села током средње византијске ере (7. - крај 12. века) је Земљораднички закон, познат и као Lex Rustica или Nomos georgikos. Земљораднички закон је због свог значаја одувек будио интересовање истраживача. То је један од најчешћих дискутованих текстова о унутрашњој историји Византије. Претпоставља се да су, због великих утицаја које је проузроковао прилив Славена у Царство у време успостављања Земљорадниког закона, славенске традиције заправо имале важан утицај на текст тог закона, како у контексту његовог настајања, тако и у погледу његове садржине.
То је приватна колекција, која се континуирано обогаћивала и односила се на посебне случајеве релевантне за сеоску имовину у оквиру византијске сеоске "заједнице". Као што је очигледно у диспозицијама "Закона", сељаци су били организовани у "заједнице" и били су колективно одговорни за плаћање укупног пореза за који је "заједница" била дужна, били су у обавези да плаћају и износе које дугују задужени чланови заједница, односно да плаћају порезе за напуштено и необрађено земљиште. Што се тиче хронологије његовог настајања, будући да сам текст не садржи одређени датум, он је смештен негде између друге половине 6. века и средине 14. века. Врло рано је препознат као правни приручник од великог значаја и у великој мери је утицао на закон словенских земаља, а посебно Србије, Бугарске и Русије.
Не зна се ко је тачно донео овај закон, то је могао бити Јустинијан, Јустинијан II, Лав III Исавријски, његов син Константин V..такође не зна се ни тачно место настанка, према неким мишљењима настао је у Италији, према другим у Константинопољу, трећи га везују за Солун, а четврти за разне делове Балкана, како западног, тако и источног. И поред свих спекулација, верује се да је највероватније Земљораднички законик настао у осмом веку, хронолошки је везан за време владавине Јустнијана II или Лава III. Овај закон није био званични државни кодекс, већ правни текст који је произашао из судске праксе.

### Поморски закон (Nomos nautikos)[6]
Проблеми у вези са временом настајања, слични оним из "Земљорадничког закона", представљају кодекс једнаког карактера, "Поморски закон" (лат, Nomos (Rhodion) Nautikos). Написана вероватно између 600. и 800., незнаног аутора, то је збирка прописа о поморском праву која је подељена у три дела. Први део се односи на ратификацију „поморског закона“ од стране римских царева. Други прецизира учешће посаде у поморском профиту и прописе који важе на броду, док се трећи и највећи односи на поморско право, на пример на поделу одговорности у случају крађе или оштећења терета или брода. „Поморски закон“ укључен је у Вазилику Лава VI Мудрог као допуна књизи 53.
Решења неких питања везаних за морепловство и поморску трговину ослањају се на Јустинијаново право. Неки га називају и "Родоски закон" због сличних решења као у римском lex Rhodia de iactu. Ово се првенствено односи на установу тзв. "опште хаварије" која предвиђа да уколико се жртвовањем дела терета брод спасе потапања, штету солидарно сносе власник брода, власници избачене и власници сачуване робе.

### Војнички закон (Nomos stratiotikos)[6]
Такође настао у периоду настајања претходна два закона, ова закон регулише питања војничке дисциплине и одговорности која произлази из тога. Највероватније је настао због повећане потребе регулисања обавеза које стратиоти-војници преузимају према држави. Снажна и дисциплинована војска била је најснажнији гарант сагласности политике и права.

## Еклога[7]
Промене у унутрашњем животу царства које су се догодиле у годинама након објављивања Јустинијановог кодекса захтевале су преиспитивање законодавства, како би се оно ускладило са захтевима настојећим временима. У оквир реформи, Лав III Исавријски (први цар из Исавријске династије), увео је, такође, измене постојећих закона. Спроводећи бројне реформе у складу са сопственом општом политиком, нарочито настојећи да унапреди положај сиромашнијег слоја друштва Лав III Исавријски издао је 726. године, зборник закона-Еклогу. Еклога представља збирку најзначајнијих важећих одредби приватног и кривичног права поклањајући посебну пажњу породичном праву. То је један приручних мањег обима, садржи 18 глава. Првих 16 глава се односи на грађанско право (брачно, наследно, статусно, облигационо, стварно), претпоследња глава говори о кривичном праву, а 16. о подели ратног плена. Еклога одступа од Јустинијанових закона потврђујући обичајно право које се у Византијском царству створило у 7. веку. "Еклога", позивајући се на грађански и кривични закон, конституисала је, како је у самом наслову објављено, "исправку (Јустинијановог законодавства) ка више човекољубљивој верзији".
Чланство одбора за уређивање није познато, али његова примарна мисија била је, с једне стране, да уреди оне диспозиције које нису биле у складу с временом, а са друге, да судијама пружи сажет правни приручник који ће им помоћи исправно распоређују правду.

Распоред "Еклоге", под утицајем хришћанског духа, као и општег закона, штитио је и подржавао институцију брака, повећао права жена и законите деце и увео једнакост свих грађана пред законом. Са друге стране, уведене су казне ампутације и слепила, које представљају одлику византијског концепта у овом периоду промена. Еклога даје низ телесних казни које у појединим случајевима замењују смртну, а у појединим новчану казну из Јустинијановог кодекса. Законске одредбе Еклоге уређене су у правцу већег човекољубља на које је упућивало канонско право. Уз помоћ „Еклоге“ Лав III се обратио и судијама позвавши их да „ни сиромашне презиру, а да ни оне неправедне неконтролирано пусте“. Поред тога, у настојању да спречи примање мита у извршавању њихових дужности, омогућио им је плаћање плаћање из царске благајне. "Еклога" је била основни приручник права до времена царева Македонске династије, који су такође преузели законодавну активност, док је касније утицао на црквени закон Руске православне цркве. Претходно су истраживачи приписивали правне збирке "Земљорадничког закона", "Поморског закона" и "Војничког закона" Лаву III Исавриском. Међутим, ови ставови више нису валидни.

## Василије I

### Прохерон[8]
Долазак Македонске династије означио је најдинамичнији период у историји византијског законодавства, идеја водиља је била враћање на старо, Јустинијаново право. Настаје епоха великих кодификација.

Законодавну делатност Лава III наставио је цар Василије I који је намеравао да изда опширнију збирку закона, ревизију Јустинијановог законика допуњену каснијим законским одредбама. Своје дело назвао је "чишћење старих закона". Остало је недовршено. Сачувана су два мања Василијева законика. Први носи назив "Прохирон". Прохирон је објављен у име царева Василија, Константина и Лава. Издат је између 870. и 879. године. У Прохирону су издвојене најважније одредбе грађанског и јавног права. Представља приручник за практичну употребу. Овај зборник садржи општу критику Еклоге и иконоборачког права, које су "уништили божанске законе". У намери да се врати Јустинијановом праву, овом кодификацијом се замењује незнабожачка Еклога. Дупло је обимнији од еклоге, чини га 40 глава. Посвећен је првенствено грађанском праву, 38 глава говори управо о њему, а претпоследња о кривичном праву, а последња о подели ратног плена. Прохирон црпи грађу из Јустинијанових "Институција". Остао је на снази још 5 векова, све до пада Цариграда. Рано је преведен на словенски језик те је јако утицао на развој словенског средњовековног права. Тако је и Номоканон Св. Саве у себи садржао превод скоро читавог Прохерона, а касније је велики део Прохерона у Србији био познат као "Градски закон".

### Епанагога[9]
Убрзо, Прохирон ива замењен другим зборником. Године 879. састављена је "Епанагога" царева Василија, Лава и Александра. Овај зборник се чврсто ослања на претходни зборник, а чак се исто дели на 40 глава. Претпоследња се односи на кривично право, а последња на прерасподелу ратног плена. У односу на свог претходника, овај законик је био систематичнији, испуштајући неке делове из Прохерона, а додавајући елементе из Еклоге. Епанагога је замишљена као увод у опширнију збирку закона. Епанагога из Лавове Еклоге црпи одредбе брачног права док се Прохирон у овом делу држи Јустинијановог законика. Најважнију новину представљају одредбе о правима и дужностима цара и цариградског патријарха (2. и 3. глава). У Епанагоги је одређено да се патријарх брине о духовном, а цар о материјалном благу поданика. Владар и патријарх се одређују као скоро једнаки по моћи, као што доктрина симфоније налаже.
Епанагога вероватно да никада није формално била проглашена као законодавно тело, али је и те како оставила трага у каснијем правном развитку византијског, али и словенских права, собзиром да је често преписивана и представљала осов за позније правне текстове.

### Царски закони Лава VI[10]
Обнову Јустинијановог права завршио је Василијев наследник, Лав VI Мудри који је надимак ст екао због своје литерарне делатности. Царски закони (Basilika) цара Лава Мудрог подељене су у 60 књига и 6 томова. Представљају највећу збирку Византијског права у средњем веку. Василике су збирка како канонског, тако и грађанског и јавног права. Грађу црпе пре свега из Јустинијановог кодекса и Дигеста, а у мањој мери и из Институција. Поред тога црпе грађу и из Јустинијанових Новела и из Новела Јустина II и Тиберија. Писане су на грчком језику. Готово су у потпуности потисле из употребе Јустинијанов законик и за Византијско царство постају темељ правне науке. Лав је издао и Новеле тј. збирку од 113 наредби које се односе на разна питања.
За време владавине Лав VI Мудриог, 912. године настала је и тзв. Епархова књига- збирка прописа која правно уређује обављање различитих професија (нотари, разни трговци, пекари, продавци свиле, јувелири, банкари).
Василике су у осови биле преобимне, стога су правници касније сачињавали скраћене верзије овог зборника (најзначајнија била је Synopsis Basilicorum из десетог века). Управо због свега тога, правници су у пракси чешће користили знатно краћи Прохирон, нарочито у последња два века постојања Византијског царства.

## Трећа фаза развоја византијског права[11]

### Синтагма
У првој половини XIV века настају последња два зборника византијског права. Први је донет 1335. године, под називом Sintagma, у Солуну. Њу је саставио светогорски монарх Матија Властар. Материја је сложена према абецедном реду, попут неке правне енциклопедије. У Синтагми су садржани црквени прописи из номоканона, али и најважније одредбе из световних законика- Прохирона и Василика. Одликује га практичност и он је изузетно добро прилагођен потребама свог времена. Врло брзо Синтагма је стекла велику популарност, како у Византији, тако и у другим православним земљама. Скраћена Синтагма, која је од 303, садржала 94 главе- углавном без црквених прописа, постала је део Душановог законодавства, а користила се и код Руса, Румуна, Јермена и Бугара.

### Хексабиблос
Hexabiblos ("шестокњижје") настало је само деценију након Синтагме, 1345. године. Као приватна збирка донет је у Солуну, а саставио је судија Константин Арменополус. Он је желео да омогући правницима краћи, практичан приручник, који се састојао само од 6 поприлично обимних књига. Овај зборник састоји се првенствено од световног права, највише одсликава решења из Василика и каснију правну праксу. Као и претходни, и овај зборник је оставио велики утицај на многе правне системе источне Европе (Бесарабија, Русија, Влашка, Молдавија, Јерменија), али и Грчку.
Хексабиблос је у осамнаестом веку преведен на новогрчки језик и као позитивно право се примењивао у Грчкој кроз цео XIX и добар део XX века, све до Другог светског рата, сведочећи о његовој вредности и виталности.

## Садржина византијског права[12]

### Грађанско право
Јустинијаново право имало је велики утицај приликом обликовања грађанског права у Византији, упркос томе, временом дошло је до постепеног напуштања појединих његових грана.

### Стварно право
У погледу својина, државина, начина стицања својине, заложног права, службености, нема пуно одступања од начела римског права. Једино су се службености разгранале. У погледу приватне својине власник је имао неограничено и потпуно право располагања на земљи. Она се могла преносити и слободно отуђивати. Ово правило није важило само за имућне грађане и њихова имања, напротив, оно се односило и на сељаке и на њихове ситне поседе.
Заједно са ширењем стратиотских поседа и повећањем улоге сеоских општина, класична приватна својина добила је нова обележја. Слободни сељаци, уз пореску и војну обавезу, добијају земљишне поседе тј. државну земљу коју ће обрађивати. У почетку нису имали права да тај посед дају у наследств или отуђе. Велика распрострањеност непарцелисане, заједничке земље, пашњака и шума, оставља могућност да се таква земља по потреби претвори у приватну. Оно што је једино било важно за земљу, било је то да онај ко располаже земљом, плаћа порез.
Уочи борбе за очување малих приватних поседа, нарочито током десетог века, појавило се правило првооткупа- прече куповине у корист суседа. Новела цара Романа I Лакапина из 922. године прецизно је дефинисала редослед према ком се могло стећи право првенства куповине у случају продаје сељачког поседа. Управо са овим се ограничило право сељака на неограничено располагање поседом јер се сада земља могла продати другоме, тек у случају да нико од наведених лица не жели да је купи. Главни циљ ове мере био је да се спрече "моћници" да купују имања сељака, а уједно са тим и распадање сељачког поседа.

#### Пронија
Од дванаестог века долази до доминације система проније. Од тог тренутка сељаци се све више претварају у зависне произвођаче, кметове. Њих су пронијари добијали заједно са поседом, уз обавезу да да врше војну службу. Пронија у почетку није била наследна јер је цар био њен врховни власник, а он је као такав когао да је да коме год је пожелео. Често се дешавало да, уколико синови пронијара преузму обавезу свог оца, цар узправо њима додели пронију. Временом пронија је постала наследна и све више добијала наличје западнофеудалном поседу.
Пронијари касније добијају и одређена административна и судска имунитетна права у оквиру проније. Они на тим поседима обављају судску и управну функцију уместо државних органа, а њихова овлашћења су, начелно, била ограничена врховним правом својине владара (тиме све више подсећају на феудалне својине). Иако је временом постала наследна, пронија у Византији није могла да постане неограничена својина пронијара, већ остаје условно и неотуђиво власништво.

### Облигационо право
У погледу уговора, они су се најчешће склапали у писменој форми, а од новеле царице Ирине уведено је правило да важнији уговори морају да буду закључени у присуству од 3 до 5 сведока. У погледу купопродаје она производи правна дејства само уколико бар једна од странака испуни своју чинидбу. Упис у јавне књиге више није био важан елемент поклона. Камата од максимум 12% усталила се код зајма, премда се под утицајем црквених ставова, сматрала камата од 4% годишње. Такође забрањено је давање камате на камату- анатомизам. Што се тиче зајма, најчешће је премет зајма била земља и то у два облика:
1. краткорочни закуп земље (половина приноса припада закупцу, половина власнику земље)
2. дугорочни закуп земље (закупац има право на девет десетина приноса)

### Брачно и породично право
Право се у овом аспекту највише одвојило од класичног римског права. Жена је имала пуну пословну и правну способност, она је била власник мираза (иако је њиме управљао муж). Установа брачног поклона- hypobolan заузела је посебно место у Византији. Уколико муж умре у браку без деце, брачни поклон у целости припада жени, а уколико има деце, жена је имала право уживања и право својине на једном делу. За располагање имовином жена, али и муж, морају имати сагласност другог супружника.
Брак је предвиђао одређену церемонију и закључивао се према црквеним правилима. Преткодила му је веридба, са којом се такође морала сложити црква. У римском праву граница старости за закључиување брака била је 14 за мушкарце, а 12 година за жене.
Развод је могао бити са кривицом и без кривице. Код развода са кривицом онај ко је проглашен кривим, сноси последице у виду забране закључивања новог брака.

### Наследно
Од Прохерона наследно право се вратило принципима Јустинијановог законског наслеђивања. Најпре наследници бивају десцеденти (синови и ћерке), а уколико њих нема, следећи по реду су асцеденти (отац и мајка), а тек онда побочни сродници.
Почевши од Еклоге, жена која у браку има деце, стиче наследно право према имовини мужа у висини дела једног детета, а уколико није имала деце, онда ово право не поседује.
Из римског и хеленистичког права наслеђен је и тестамент. Једино је број сведока за његову важност варирао. Из Јустинијановог права свела се на пет, док је у Еклоги седам, а на селу је било довољно и само три сведока.

### Кривично право
Кривично право Византије се заснивало на старом римском начелу, које се потврђује у Дигестама. У основи се заснивало на принципу да је за постојање кривичног дела важнија намера него последице. Управо због тога, као убица биће третиран онај ко свесно покуша некога да убије, али при томе не успе. Док, са друге стране, за убицу неће бити сматран неко ко је убио, а није имао намеру да то учини. Умишљајно убиство се кажњава смртном казном, која се извршавала одсецањем главе мачем.
Византијско кривично право у то доба било је карактеристично по томе што је неједнако третирало припаднике различитих слојева становништва, где су величина казне и степен кривице зависили од имовинског стања и друштвеног положаја окривљеног. Осим овога, казнене одредбе третирале су подједнако покушај и све облике саучесништва, исто као и само извршење кривичног дела. Међутим, не може се рећи да је то била његова главна особина, јер је број кривичноправних норми где се таква класна разлика уопште није отворено истицала, неупоредиво већи. За извршено кривично дело нису кривично одговарали малолетници млађи од седам година, душевно болесна лица, као и они који су извршили кривично дело из нехата или у афекту.
Покушај и саучесништво кажњавало се оном казном која је била предвиђена и за свршено кривично дело. Када се радило о кривичним делима против државе и цркве, кажњавала се чак и сама намера. Поврат је представљао отежавајућу околност при одређивању казне. На пример, уколико је лопов први пут кажњаван бичевањем и прогонством, други пут казниће се одсецањем руке. Најтежа кривична дела кажњавана су смртном казном, а у таква дела убраја се завера против цара,побуна и велеиздаја. Извршиоци кривичних дела против цркве и религије кажњавани су врло строго, као што су напуштање православља, прихватање мојсијевске (јеврејске) вере, јереси, политеизам, атеизам, отварање и пљачкање гробова, кривоклетство, враџбине. Византијско кривично право углавном се сагледава кроз одредби Прохирона.
Овај Законик разликује неколико кривичних дела против имовине: крађу, пљачку, разбојништво, паљевину и нехатно поступање са туђим стварима. У Прохирону групу кривичних дела против личности чине убиство, телесна повреда, туча, физичко злостављање, продаја слободног у ропство и клевета. Умишљајно убиство се кажњава смртном казном, која се извршавала декапитацијом – одсецањем главе мачем. У групу кривичних дела против породице и морала убрајају се: насилно закључени брак, бигамија, силовање, полно општење са сродницима, малолетницима, животињама (скотолоштво) и особама истога пола.
Казнени систем Византије познаје пет врста казни: смртну, телесну и новчану казну, конфискацију и прогонство. Смртна казна се најчешће извршавала се одсецањем главе, вешањем, ређе спаљивањем (на пример за издавање војне тајне, убиство сродника) и набијањем на колац (за разбојништво). Онај ко прода у ропство слободног човека, ко прави лажни новац, изврши отмицу жене, крађу у поврату, ко намерно некога теже повреди (рани) и ономе ко раскопава гробове, следовало је одсецање руке. Уколико се кривоклетство и лажно сведочење докаже био је одсецан језик, а за крађу црквених ствари кривац је ослепљиван.
1. Новчане казне су прописане углавном за оштећења туђих ствари и за лакше сексуалне деликте.
2. Конфискација целокупне имовине погађала је учиниоце кривичних дела против државе, јеретике и удате жене које су живеле са сопственим робом.
3. Прогонство је била допунска казна уз неку другу основну казну.
4. Телесне казне: бичевање и батинање, као и суровија варијанта сакаћење биле су најраспрострањеније. Одсецање руке следовало је ономе ко прода у ропство слободног човека, ко прави лажни новац и изврши отмицу жене, крађу у поврату. Телесне казне су биле разноврсне и веома често су биле коришћене. У њих су укључене - шибање, одсецање делова тела попут носа,језика, руку, ослепљивање, шишање или паљење косе и браде. За крађу црквених ствари кривац је ослепљиван. Шишање косе и браде је било само допунска казна уз сакаћење. Смртна казна извршавала се одсецањем главе, вешањем, ређе спаљивањем и набијањем на колац. За друга кривична дела биле су предвиђене и друге бруталне казне попут вешања, набијања на колац, спаљивање.
5. Одсецање носа је погађало извршиоце сексуалних кривичних дела. За кривоклетство и лажно сведочење је одсецан језик.

Поједини аутори сматрају да је Византија могла наћи достојне узоре у римском кривичном праву (на пример Рим је користио разне бруталне начине извршења смртне казне). Стари Рим је, још у Закону XII таблица, примењивао бруталне начине извршења смртне казне. Осим што је смртна казна била веома заступљена и често употребљивана, у отежавању њеног извршења користиле су се и животиње.
За кривично дело убиства родитеља, убица се бацао у зашивеној врећи заједно са псом, петлом, мајмуном и змијом. Коришћен је и други брутални начин егзекуције: разапињање на крсту Римљани масовно су користили за кажњавање разних преступника. Како би смрт била суровија, понекад, осуђеника су пробадали мачем, шибали и ломили им удове. Лице су им мазали медом, како би их нападалии инсекти и смрт учинили још тежим. Преступници су бацани лавовима и другим крволочним животињама, што је требало да послужи као забава за народ. Бруталности приликом извршења смртне казне за време владавине Јустинијана биле су сведене на минимум. Други аутори сматрају да је увођење бруталности у византијско право последица продора источњачких правних назора (на пример, Георгије Острогорски). У прилог овом гледишту иде и чињеница да озакоњење телесних казни у Византији узима маха за време Исавријске – сиријске династије, источњачке по пореклу. Оно што је интересантно код византијског кривичног права, јесте то што је крађа код Јустинијана била сматрана за приватни деликт, а већ у Еклоги је она узела карактер јавног деликта који се кажњавао пенално, односно двоструким износом украдене ствари. У случају да се крађа понови, нова казна била је брутална - одсецање руке.

### Судски поступак
Сам судски поступак, као и организација судства, потпуно се ослањају на римску традицију. Судски поступак се водио пред различитим државним органима, надлежност у низу правних питања имао је и црквени суд.
Врховни суд од 12 судија од краја тринаестог века увео је цар Андроник. Седиште овог суда било је у Цариграду. Већ почетком следећег века формирао се посебан суд "Генералних судија Ромеја" од 4 члана. Њихове пресуде су биле коначне и неопозиве, с обзиром на то овај суд је вршио надзор над судством у целом царству. Уколико сва четворица нису могла да буду присутна, сматрано је, да је за одлуку довољна одлука само једног члана целог колегијума.
Од деветог века судски и управни имунитет земљопоседници стекли су у знатнијој мери. То са собом не повлачи да царски судови губе надлежност, већ да је у деловима империје (у којима је царска власт била слабија) постојала тенденција преношења судовања на земњопоседнике, и то само у неким случајевима.